# Krzysztof Chmara
Krzysztof Józef Chmara (ur. 1948) – polski samorządowiec i inżynier telekomunikacji, doktor nauk technicznych, w latach 1990–1991 prezydent Bydgoszczy, w latach 1994–1998 przewodniczący rady miejskiej Bydgoszczy.

## Życiorys
Pochodzi z dzielnicy Fordon (będącej wówczas samodzielnym miastem), jego przodkowie wywodzili się z Wierzchucina. Syn inżyniera elektryka. Absolwent I Liceum Ogólnokształcącego w Bydgoszczy oraz Wydziału Elektrycznego Politechniki Poznańskiej. Uzyskał doktorat nauk technicznych, specjalizując się w zakresie sieci i systemów telekomunikacyjnych. Pracował zawodowo jako adiunkt na Wydziale Telekomunikacji Akademii Techniczno-Rolniczej w Bydgoszczy.
Od początku lat 80. należał do NSZZ „Solidarność”. Został członkiem Komitetu Obywatelskiego „Solidarność”, był w nim wiceprzewodniczącym komisji uczelnianej. W 1990, 1994 i 1998 wybierano go radnym Bydgoszczy, 12 czerwca przegłosowano jego kandydaturę na prezydenta miasta większością jednego głosu. Zrezygnował ze stanowiska z dniem 30 stycznia 1991 po podziale w Komitecie Obywatelskim i utracie większości w radzie. Przystąpił później do Unii Wolności. Od 1993 był wiceprzewodniczącym, a w latach 1994–1998 przewodniczącym rady miejskiej. W późniejszych latach był prodziekanem ds. nauki na Wydziale Telekomunikacji i Elektrotechniki Akademii Techniczno-Rolniczej, a także kierował Regionalnym Centrum Innowacyjności przy bydgoskiej uczelni.